# Maplewood (Missouri)
Maplewood – miasto w Stanach Zjednoczonych, w stanie Missouri, w hrabstwie St. Louis.